# Cheiroplatys latipes
Cheiroplatys latipes är en skalbaggsart som beskrevs av Guérin-Méneville 1830. Cheiroplatys latipes ingår i släktet Cheiroplatys och familjen Dynastidae. Inga underarter finns listade i Catalogue of Life.